# Paul Orndorff
Paul Parlette Orndorff, Jr. (Brandon, 29 de octubre de 1949-12 de julio de 2021) fue un luchador profesional estadounidense conocido por su paso en la World Wrestling Entertainment.

## Inicios
Orndorff inició su carrera en la World Wrestling Entertainment a la edad de 30 años. Su primer combate fue contra King Kong Bundy y Hulk Hogan en un Handicap Match.

## Muerte
El 8 de mayo de 2021, el hijo de Orndorff, Travis, publicó un video de él en un centro médico, donde se lo ve en un estado de demencia reportada.  Cree que su demencia es el resultado de CTE.  El 12 de julio de 2021, Orndorff falleció a los 71 años.